# 23P/Brorsen-Metcalf
La cometa Brorsen-Metcalf, formalmente 23P/Brorsen-Metcalf, è una cometa periodica del Sistema solare, appartenente alla famiglia cometaria della cometa di Halley. Fu scoperta la prima volta dall'astronomo danese Theodor Brorsen (dall'Osservatorio di Altona, ad Amburgo, in Germania) il 20 luglio 1847, ed indipendentemente anche dall'astronomo svizzero Kaspar Schweizer (dall'Osservatorio universitario di Mosca) l'11 agosto dello stesso anno. Fu quindi predetto che la cometa sarebbe tornata tra il 1919 e il 1922.
Il 21 agosto 1919, la cometa fu recuperata dal Reverendo Joel Hastings Metcalf (dall'Osservatorio di Camp Idlewild, nel Vermont) come un oggetto dell'ottava magnitudine. Nello stesso anno, scoperte indipendenti furono fatte da Edward Barnard (dall'Osservatorio Yerkes, nel Wisconsin) il 22 agosto; da Michel Giacobini (dall'Osservatorio di Parigi); da Ostrovlev (dall'Osservatorio di Feodosia, in Crimea) e da Selavanov (dall'Osservatorio di Pulkovo, vicino a San Pietroburgo). Per la fine di settembre del 1919 fu confermato che si trattava della stessa cometa scoperta da Brorsen.
Nel 1989 la cometa ha raggiunto il perielio l'11 settembre dopo esser transitata a 0,62 UA dalla Terra il 7 agosto. In questo periodo la cometa ha raggiunto una magnitudine apparente massima prossima alla quinta.
L'orbita della cometa attraversa quella della maggior parte dei pianeti: il suo perielio è infatti interno all'orbita di Venere, mentre il suo afelio è esterno all'orbita di Plutone. È stato calcolato che la cometa sia transitata in prossimità di alcuni pianeti nel corso del Novecento: oltre al già citato incontro con la Terra del 7 agosto 1989, ce ne sono stati uno con Saturno quando il 4 agosto 1901 la cometa è transitata a 1,68 UA dal pianeta ed uno ancora con la Terra il 6 settembre 1919, quando la distanza tra i due corpi è stata di 0,20 UA.